# سارا توماس (بازیکن هاکی)
سارا توماس (انگلیسی: Sarah Thomas؛ زادهٔ ۱۲ ژانویهٔ ۱۹۸۱) ورزشکار هاکی روی چمن اهل بریتانیا است.
وی در مسابقات کشوری و بین‌المللی در مجموع برندهٔ ۱ مدال طلا، ۱ مدال نقره، ۱ مدال برنز شده‌است.